# Teddy Mayer
Edward Everett Mayer (n. 8 septembrie 1935 — d. 30 ianuarie 2009) a fost cofondatorul echipei de Formula 1 McLaren.